# Elegies
„Live Elegies“ е албум на живо от американската хевиметъл група „Машин Хед“, записан в „Брикстън Академи“ в Лондон. Концертът е записан през декември 2004 г. и издаден на DVD на 11 октомври 2005 г. Освен концерта в Лондон, DVD-то включва и филмови клипове и кратък документален филм за създаването на Through the Ashes of Empires. 

## Видео и аудио клипове в албума[2]
1. Intro	– 02:53
2. Imperium – 05:52
3. Seasons Wither	– 06:18
4. Old	– 04:35
5. Bulldozer	 – 05:21
6. Days Turn Blue to Gray	– 	05:22
7. The Blood, the Sweat, the Tears – 04:05
8. Ten Ton Hammer – 04:28
9. The Burning Red – 06:05
10. In the Presence of My Enemies	– 07:59
11. Take My Scars – 06:03
12. Descend the Shades of Night – 06:56
13. Davidian	– 05:26
14. Block – 08:10
15. Imperium (music video)
16. Making of Imperium
17. The Blood, the Sweat, the Tears (music video)
18. Making of The Blood, the Sweat, the Tears
19. Days Turn Blue to Grey (music video)
20. Making of Days Turn Blue to Grey
21. Making of the Album

| Година | Видео детайли                                                                    | Позиции в класациите | Позиции в класациите | Позиции в класациите |
| Година | Видео детайли                                                                    | US [a]               | SWE                  | UK                   |
| ------ | -------------------------------------------------------------------------------- | -------------------- | -------------------- | -------------------- |
| 2005   | Elegies - Released: October 11, 2005 - Label: Roadrunner (#610944) - Format: DVD | 13                   | 7                    | 4                    |